# Редвинцы
Редвинцы (укр. Редвинці) — село в Хмельницком районе Хмельницкой области Украины.
Население по переписи 2001 года составляло 329 человек. Почтовый индекс — 31326. Телефонный код — 382. Занимает площадь 1,88 км². Код КОАТУУ — 6825088702.

## Местный совет
31326, Хмельницкая обл., Хмельницкий р-н, с. Терешевцы, ул. Центральная